# Battaglia di Elchingen
La battaglia di Elchingen fu combattuta nel corso della Guerra della terza coalizione anti-francese, nell'ambito della manovra di aggiramento di Ulma, in vista della conquista di Vienna da parte dei francesi. Essa ebbe luogo nei pressi della cittadina di Elchingen, in Baviera e vide fronteggiarsi 16 000 austriaci, al comando del maresciallo di campo conte Johann Sigismund von Riesch, e 17 000 francesi, comandati dal maresciallo Michel Ney. La vittoria arrise ai francesi mentre gli austriaci, in rotta, si ritirarono in Ulma, difesa dal feldmaresciallo Mack, il quale dovette capitolare sei giorni dopo, lasciando 27 000 prigionieri in mano ai francesi.

## Gli inizi
Durante la battaglia di Haslach-Jungingen il generale francese Pierre Dupont de l'Étang, attestato con i suoi 6 000 uomini sulla riva nord del Danubio, dovette affrontare l'esercito del granduca Ferdinando, forte di 25 000 effettivi. Essendo riuscito a far credere di costituire l'avanguardia di un esercito assai più numeroso, resistette fino a notte, riuscendo a sganciarsi con al seguito i 4 000 prigionieri austriaci catturati in battaglia. Napoleone quindi ordinò a Ney ed a Murat di prestargli soccorso passando con le loro truppe sulla riva nord del fiume.

## Preparazione
Un corpo austriaco, forte di 8 000 effettivi, occupò l'altura fra i due villaggi di Elchingen Superiore ed Inferiore, ove vi era il ponte sul Danubio. Si trattava di una forza composta da 14 battaglioni di fanteria, 11 squadroni di cavalleria e 12 pezzi di artiglieria, tutti sotto il comando di von Riesch.
Il VI Corpo d'Armata francese, al comando di Ney, comprendeva le tre divisioni rispettivamente comandate dai generali Pierre Dupont, Louis Henri Loison e Jean-Pierre Malher. Poiché il primo si trovava già sulla riva settentrionale insieme alla divisione di cavalleria del generale Jacques Louis François Delaistre de Tilly, Ney pensò ad un attacco dal lato ov'era la divisione di Loison, a sud delle postazioni nemiche. Appena il ponte fu conquistato dai francesi, Murat lo attraversò per appoggiare la manovra di Ney. Anche Malher attraversò il fiume e si diresse verso est per poi spazzare dai nemici la riva settentrionale verso ovest.

## Svolgimento del combattimento

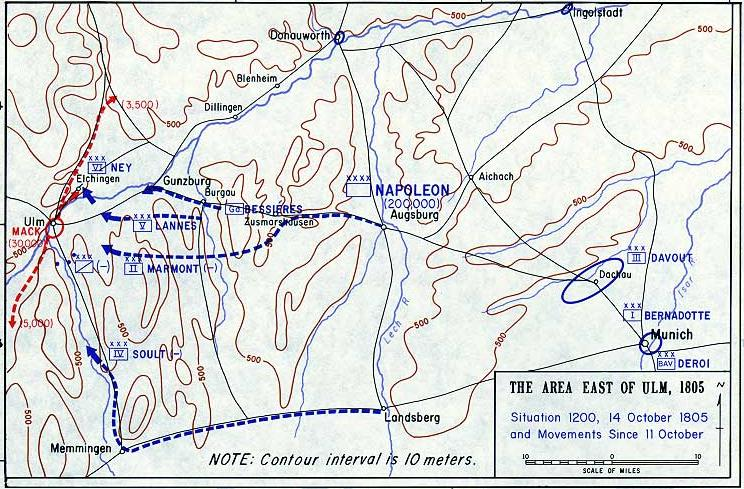
Movimenti delle truppe dopo l'11 ottobre

Alle ore 8:00 Ney inviò la brigata di Vilatte a conquistare il ponte tenuto da un manipolo di austriaci; la conquista fu rapida ed i pontieri francesi ripararono velocemente i danni al ponte provocati dal combattimento. Un tentativo di riconquista del ponte da parte di due battaglioni austriaci venne respinto, quindi Villette attaccò, con l'appoggio della cavalleria di Colbert-Chabanais, il centro dello schieramento nemico. Elchingen Superiore venne subito conquistata mentre Loison dovette far ricorso alla cavalleria del generale Roguet, per poter avere ragione della cavalleria austriaca. Dupont fece la sua parte ostacolando la ritirata delle truppe austriache agli ordini del generale Franz von Werneck e contribuendo così a bloccare definitivamente le truppe del feldmaresciallo Mack presso Ulma.
Con Malher ad est e Dupont a nord-est Riesch incominciò ad arretrare, rifugiandosi nella foresta, ove le sue truppe vennero incalzate dalla cavalleria di Murat, giunto a dar man forte a Ney. Le formazioni austriache vennero sconvolte dai dragoni di Caulaincourt e di Lefebvre-Desnouettes, mentre la cavalleria di Roguet e Colbert-Chabanais caricava i fuggiaschi.

## Conseguenze
Mack fu ormai costretto in Ulma e la maggior parte di coloro che erano riusciti a fuggire dopo questa battaglia lo raggiunse. Solo il granduca Ferdinando, il conte Hohenzollern-Hechingen e il principe Karl Philipp zu Schwarzenberg con i loro reparti di cavalleria riuscirono a sfuggire alla cattura. L'esercito francese recuperò gran parte dell'artiglieria destinata al feldmaresciallo Mack.
In riconoscimento delle grandi imprese da esso compiute nelle battaglie di Ulma e di Elchingen, il VI Corpo d'Armata francese ricevette da Napoleone il posto d'onore nella presa ufficiale della città di Ulma, con alla testa il suo comandante, maresciallo Ney.
Un bassorilievo illustrante la battaglia di Elchingen è scolpito sulla Colonne de la Grande Armée a Wimille (Passo di Calais). 

## Fonti
- Mémoires du maréchal Ney
- Charles Mullié, Biographie des célébrités militaires des armées de terre et de mer de 1789 à 1850, 1852